# Pray for Villains
Pray for Villains ist das vierte Studioalbum der US-amerikanischen Metal-Band DevilDriver. Es erschien im Juli 2009 beim Musiklabel Roadrunner Records. In der ersten Woche wurden etwa 14600 Kopien des Albums verkauft und es stieg auf Platz 35 in die Billboard-Charts ein.

## Entstehung
Pray for Villains wurde in Los Angeles in den Edge of the World-Studios aufgenommen. Als Produzent wurde Logan Mader herangezogen, der durch seine Tätigkeit als Gitarrist bei Machine Head bekannt wurde.
Die meisten Lieder wurden im Haus von Gitarrist Mike Spreitzer geschrieben und zunächst als Demo aufgenommen. Danach wurden sie an Fafara gegeben, der dann über das letztendliche Arrangement entschied.
Das Album wurde als CD und als Bonus Edition veröffentlicht. Letztere Version enthält neben den 13 ursprünglichen Titeln auch drei Bonustracks und eine DVD.

## Titelliste
1. Pray for Villains – 4:02
2. Pure Sincerity – 4:38
3. Fate Stepped In – 5:10
4. Back with a Vengeance – 3:40
5. I've Been Sober – 5:16
6. Resurrection BLVD – 3:58
7. Forgiveness is a Six Gun – 4:33
8. Waiting for November – 5:06
9. It's in the Cards – 4:24
10. Another Night in London – 3:05
11. Bitter Pill – 4:24
12. Teach Me to Whisper – 4:01
13. I See Belief – 3:54

## Musik
Musikalisch entwickelt sich DevilDriver auf Pray for Villains in die Richtung von Groove Metal. Sänger Dez Fafara sagte über diese Entwicklung:

„Wir haben uns ganz bewusst dagegen entschieden, mit diesem Album noch brutaleres, noch härteres und noch schnelleres Material als beim letzten Mal aufzunehmen. [...] Die neuen Stücke besitzen eine ganze Menge mehr Groove und eine viel größere Dynamik als vorherige Songs!“

Als Begründung für diesen Schritt sagte er, dass die Band mit ihren vorherigen Alben bereits bewiesen hätte, dass sie schnelle, harte und brutale Songs schreiben können und dass es daher keinen Reiz gegeben habe, noch härtere Songs aufzunehmen.
Fafara bedient sich des Genre-typischen gutturalen Gesangs, bei dem die Stimme durch den Einsatz der Kehle verzerrt wird. Dabei findet vor allem das Growling Anwendung, ein tiefer, knurrender Gesang.
Die komplexen Gitarrenläufe zeichnen sich vor allem durch stark ausgeprägte Soli aus. Wie häufig üblich in diesem Genre werden die Gitarrensaiten bei vielen Songs um einen Ganzton tiefer gestimmt, was zu einem heftigeren und brutaleren Sound der Musik führt. Bei den meisten Songs wird die Dropped-C Gitarrenstimmung verwendet.
Der E-Bass spielt bei allen Songs die Rolle eines Begleitinstrumentes, das die Melodie meist durch schnelle Sechzehntel-Läufe unterstützt.
Auffallend sind außerdem die umfangreichen Schlagzeugparts, die sich unter anderem durch häufiges und schnelles Doublebass-Spiel auszeichnen.
Fafara sagte über Gitarren- und Schlagzeugläufe:

„Die Gitarrenarbeit ist diesmal wirklich unfassbar gut - die Soli haben mich wirklich umgeblasen und das Drumming ist nicht von dieser Welt! Ich bedaure all die Kids, die sich nach diesem Album in ihren Proberaum verziehen und bis ans Ende ihrer Tage versuchen, diesen geilen Scheiß nachzuspielen.“

## Thematik

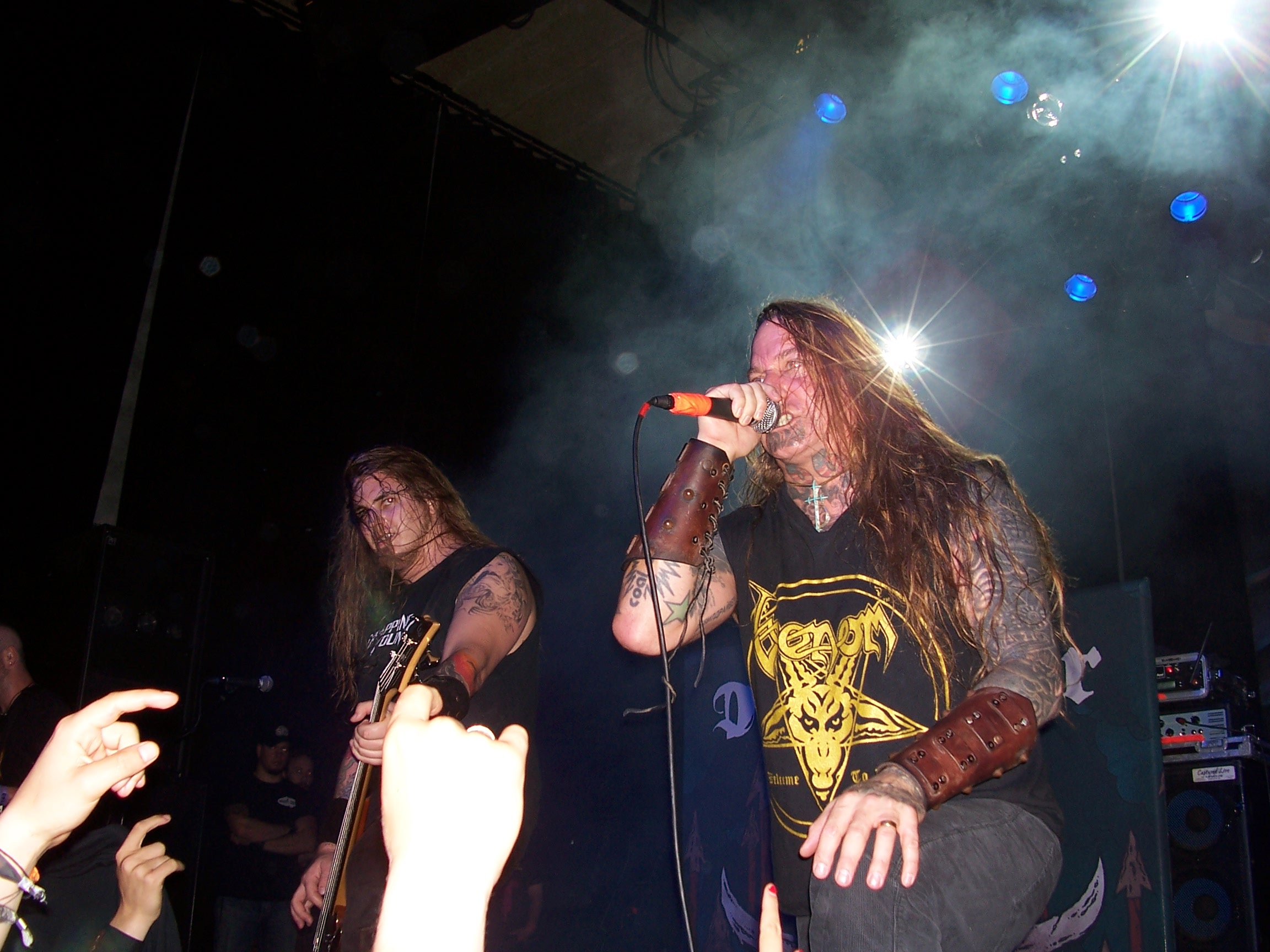
DevilDriver bei einem Konzert, 2009

Der Titel des Albums Pray for Villains (auf Deutsch: "Bete für Schurken") soll Sympathien für Antihelden zeigen. Der Frontmann der Band sagte in einem Interview, dass er sich schon immer mit dem Antihelden identifizieren konnte und dass dieser es sei, der die wirkliche Drecksarbeit mache. Es geht ihm dabei vor allem um diese Bösewichte, die sich am Ende als Gut herausstellen.
Diese Thematik ist neben der namengebenden ersten Single des Albums auch noch in weiteren Liedern zu finden, so in Resurrection Blvd, It's in the Cards und Forgiveness Is A Six-Gun.
Des Weiteren beschäftigen sich einige Songs thematisch mit harter Arbeit und gleichzeitigem Optimismus. In I See Belief und Back with a Vengeance geht es aber auch um die zwei Seiten der Medaille, die DevilDriver in ihrer Laufbahn kennengelernt haben, nämlich um Konkurrenzkampf und den Erfolg. Pure Sincerity soll die Botschaft der Band verkünden, sagt Fafara:

„Den Song 'Pure Sincerity' haben wir für die Leute geschrieben, die uns immerzu fragen, was die Botschaft von Devildriver ist und was hinter dieser Band steckt. 'Give em what they want, give em what they need, pure sincerity.' Genau darum ist es uns schon immer gegangen - unsere Musik für unsere Fans zu machen und nicht irgendeinem Trend hinterherzulaufen.“

## Cover
Das Cover des Albums zeigt eine schwarze Eule mit ausgebreiteten Flügeln und Hörnern. Sie sitzt auf zwei überkreuzten Knochen. Die Eule soll die Textzeile "when your hero lets you down you pray for villains" (auf Deutsch: "Wenn dein Held dich fallen lässt, betest du für den Bösewicht") des Songs Pray for Villains widerspiegeln. Die Eule sei ein Symbol sowohl für den Helden als auch für den Schurken, sagt Fafara.
Das Albumcover ist das erste, das nicht das Logo der Band, das sogenannte „Cross of Confusion“, enthält. Dies ist ein weiteres Indiz dafür, dass sich die Band weiterentwickeln möchte.

## Rezensionen
Pray for Villains erhielt meist positive Kritiken.
Laut.de-Redakteur Michael Edele vergab die zweithöchste Wertung (4/5) und schrieb:

„Keine Frage, bei DevilDriver hat es musikalisch ein paar Veränderungen gegeben. [...] Wen das aber tatsächlich stören sollte, der hat eh keine Eier in der Hose und macht Härte ausschließlich an Geschwindigkeit und Gebolze fest.“

Auf Allmusic schrieb Greg Prato, dass das Album beweise, dass Dez Fafara die Nu-Metal-Elemente seiner alten Band, Coal Chamber, abgelegt habe und sich endlich der headbangenden Wut von DevilDriver zuwende. Er vergab dreieinhalb von fünf möglichen Sternen.